# Linus Klasen
Robert Linus Alexander Klasen (* 19. Februar 1986 in Stockholm) ist ein schwedischer Eishockeyspieler, der seit Oktober 2022 bei Djurgårdens IF aus der HockeyAllsvenskan unter Vertrag steht.

## Karriere
Klasen begann seine Karriere als Eishockeyspieler in der Juniorenabteilung des Huddinge IK. Nachdem er zu Beginn der Saison 2004/05 sein Debüt in der zweithöchsten schwedischen Profiliga, der HockeyAllsvenskan, gegeben hatte, wechselte der Flügelstürmer nach Nordamerika zu den Lincoln Stars in die Juniorenliga United States Hockey League. Dort spielte er unter anderem in einer Mannschaft mit Erik Condra und Jared Boll.
Zur Saison 2005/06 kehrte Klasen zu seinem Heimatverein Huddinge IK zurück und verbrachte den Großteil der Saison bei der Herren-Mannschaft in der drittklassigen Division 1. Dort schloss der 19-Jährige die Saison mit 62 Punkten aus 35 Spielen als Topscorer der Liga ab und verhalf der Mannschaft zum direkten Wiederaufstieg in die Allsvenskan. In der folgenden Spielzeit war er erneut bester Scorer seiner Mannschaft. Anschließend wechselte er zur Saison 2007/08 zum Södertälje SK in die Elitserien, wo er die Saison mit 34 Punkten gleichauf mit Petri Pakaslahti als bester Scorer seiner Mannschaft abschloss. Er wurde daraufhin als einer von vier Finalisten für die Auszeichnung zum Rookie des Jahres nominiert. Nachdem er 2009 zum Mannschaftskapitän in Södertälje ernannt wurde, verzeichnete Klasen seine bis dahin punktbeste Saison in der Elitserien und erzielte 51 Punkte in ebenso vielen Spielen.
Nachdem der Schwede im NHL Entry Draft von keiner Mannschaft ausgewählt worden war, unterzeichnete er im April 2010 als Free Agent einen Einjahresvertrag mit den Nashville Predators aus der National Hockey League. Er verbrachte allerdings den Großteil der Saison 2010/11 bei deren Farmteam, den Milwaukee Admirals, in der American Hockey League und schloss die Saison mit 45 Punkten als zweitbester Scorer der Mannschaft ab. Zudem erhielt er eine Einladung zum AHL All-Star Classic. Am 30. Oktober 2010 gab er sein NHL-Debüt für Nashville beim Spiel gegen die Detroit Red Wings und absolvierte insgesamt vier Einsätze, in denen er punkt- und straflos blieb.
Zur Saison 2011/12 kehrte Linus Klasen nach Schweden zurück und schloss sich den Malmö Redhawks aus der Allsvenskan an, wo er die Saison als Mannschaftskapitän auf dem dritten Platz der punktbesten schwedischen Spieler abschloss. Anschließend unterzeichnete er einen Zweijahresvertrag mit dem Luleå HF aus der Elitserien und wurde mit der Mannschaft in seiner ersten Saison Vizemeister. In den Play-offs war er dabei gleichauf mit vier anderen Spielern Topscorer der Liga. Zudem gewann er mit Luleå die European Trophy. In der folgenden Saison konnte er seine Punktausbeute deutlich steigern und war mit 57 Punkten aus 54 Spielen zweitbester Scorer der inzwischen in Svenska Hockeyligan umbenannten höchsten schwedischen Spielklasse.
Im April 2014 unterschrieb Klasen einen Vierjahresvertrag beim HC Lugano aus der Schweizer National League A und gehörte dort zunächst zu den absoluten Leistungsträgern. 2018 nahm er mit dem HC Davos am Spengler Cup teil, anschließend stagnierten seine Leistungen aufgrund eines defensiveren Spielsystems. Daher erhielt er nach der Saison 2019/20 keine Vertragsverlängerung. Insgesamt absolvierte Klasen 301 Partien und erzielte dabei 281 Skorerpunkte (78 Tore) in der National League. Zweimal, 2016 (Niederlage gegen den SC Bern) und 2018 (Niederlage gegen die ZSC Lions), erreichte er mit dem HC Lugano das Playoff-Finale. Im Frühjahr 2020 entschied er sich für einen Vertrag beim Luleå HF.
Ab der Saison 2021/22 stand Klasen beim EHC Visp in der zweitklassigen Swiss League auf dem Eis, bei dem er einen Zweijahresvertrag unterzeichnete. Dieser wurde im Oktober 2022 auf eigenen Wunsch vorzeitig aufgelöst; Klasen kehrte im Anschluss nach Schweden zurück. Dort unterzeichnete er beim Zweitligisten Djurgårdens IF einen Dreijahresvertrag bis zum Saisonende 2024/25.

### International
Linus Klasen vertrat Schweden bei mehreren Länderspielen auf Junioren- und Herrenebene. 2013 spielte er für das Land erstmals bei der Euro Hockey Tour, bevor er in den Kader der Nationalmannschaft für die Weltmeisterschaft 2014 berufen wurde.

### Inlinehockey
Neben dem Eishockey vertritt Klasen auch im Inlinehockey die schwedische Nationalmannschaft. Mit dieser gewann er bei den IIHF-Weltmeisterschaften 2007, 2008 und 2009 jeweils die Goldmedaille. Im Jahr 2009 stellte er dabei mit 13 Scorerpunkten aus sechs Spielen einen persönlichen Bestwert auf und erzielte unter anderem das spielentscheidende Tor im Finale gegen die USA.

## Erfolge und Auszeichnungen

### Eishockey
| - 2006 Topscorer der Division 1 - 2006 Aufstieg in die HockeyAllsvenskan mit Huddinge IK - 2011 AHL All-Star Classic - 2012 European-Trophy-Gewinn mit Luleå HF - 2013 Schwedischer Vizemeister mit Luleå HF - 2014 Bronzemedaille bei der Weltmeisterschaft | - 2015 All-Star-Team der National League A - 2015 Topscorer (7 Punkte) und All-Star-Team des Spengler Cups - 2016 Topscorer (17 Punkte) der National-League-A-Playoffs - 2017 Bester Vorlagengeber (37) der National League - 2018 All-Star-Team des Spengler Cups |

### Inlinehockey
- 2007 Goldmedaille bei der IIHF-Weltmeisterschaft
- 2008 Goldmedaille bei der IIHF-Weltmeisterschaft
- 2008 Bester Stürmer der IIHF-Weltmeisterschaft
- 2009 Goldmedaille bei der IIHF-Weltmeisterschaft

## Statistik
(Stand: Ende der Saison 2013/14)